# Poupartia borbonica
Espèce
Classification phylogénétique
Statut de conservation UICN

 CR C2a : 
En danger critique
Poupartia borbonica, le bois blanc rouge ou zévi marron, est un arbre dioïque de la  famille des Anacardiaceae, endémique des Mascareignes. Le genre Poupartia est dédié au botaniste et anatomiste François Poupart. Au stade adulte, cette espèce est parfois confondue avec le Zanthoxylum heterophyllum, communément appelé bois de poivre.
Cette plante est utilisée en médecine traditionnelle comme contraceptif, elle était utilisée dans le passé pour traiter les néphrites et les furoncles.
Une étude phytochimique des feuilles de cet arbre a été réalisée par l'équipe du Professeur Frédérich Michel, du Laboratoire de Pharmacognosie de l'Université de Liège. L'activité antipaludique des extraits de feuilles a été démontrée. Les molécules responsables de son activité, obtenues par fractionnement bioguidé, ont été identifiées comme étant des Poupartones (dérivés d'alkyle cyclohexenones). Ces composés ont été testés sur plusieurs souches de Plasmodium  et possèdent une activité très prometteuse. Cependant, ces composés ne sont pas dépourvus de toxicité. Les feuilles du Poupartia borbonica contiennent également des flavonoïdes; de la quercétine, du 3'-O-hydroxysulfonylquercétine, du quercitrin, de l'isoquercitrin et de l'acide ellagique qui participent à l'activité antiparasitaire de la plante.